# Sarcelles
 Sarcelles  es una comuna (municipio) de Francia, en la región de Isla de Francia, departamento de Valle del Oise, en el distrito de su nombre. Es el chef-lieu de dos cantones: Sarcelles Noreste y Sarcelles Sudoeste, de los que es la única población. Desde el año 2000 es subprefectura del Valle del Oise.
Su población en el censo de 2007 era de 59.594 habitantes. Forma parte de la aglomeración urbana de París.
Está integrada en la Comunidad de aglomeración Roissy País de Francia, de la que es la mayor población.

## Descripción
Sarcelles es una ciudad de las afueras del norte de París, situada a alrededor de 15 kilómetros de la capital. La aglomeración está constituida por dos partes distintas: la vieja Sarcelles, llamada "Sarcelles-village", edificada en el borde del Pequeño Rosne y agrupada alrededor de la iglesia, y  el gran conjunto contemporáneo, primera expresión de las ciudades nuevas, edificada en los años 1950 un kilómetro más al sur. La ciudad se extiende sobre 4,6 km del norte al sur y 3,1 km de este a oeste.
"Sarcelles-village" está formada por casas del siglo XIX y principios del siglo XX, con algunos inmuebles más recientes. Al norte se extiende un importante barrio urbanizado "Les Chardonnerettes".  Al este se sitúa una gran zona de actividades a lo largo de la RN16, dos pequeños barrios urbanizados ("le Haut du Roi" y "le Mont de Gif") además de algunos cultivos de cereales que resisten a la urbanización. Al sur, se sitúa el barrio de Sarcelles-Lochères, la ciudad nueva de los años 1950, constituida de torres y de inmuebles de cuatro plantas. Este barrio está claramente aislado del resto de la aglomeración. Un parque y edificios deportivos separan los dos. Cerca de doscientas hectáreas no están construidas, lo que representa cerca del 30% de la superficie de la comuna.
Sarcelles presenta además todos los elementos característicos de un paisaje urbano, haciendo cohabitar zonas rurales con barrios urbanizados.
La comuna ha llegado a ser subprefectura del distrito desde 2000, remplazando a Montmorency. Es igualmente miembro de la Communauté d'agglomération Val de France desde  1997.
La ciudad limita con las comunas de: Montmagny, Groslay, Saint-Brice-sous-Forêt, Écouen, Villiers-le-Bel, Arnouville-lès-Gonesse, y Garges-lès-Gonesse en el departamento de Val-d'Oise además de Stains y Pierrefitte-sur-Seine en el departamento vecido de Seine-Saint-Denis.
Sarcelles está dividida en ocho barrios distintos:
- Le grand ensemble (al sur): 37 626 hab. (65%)
- Le village (en el centro-oeste): 7 723 hab. (13,4%)
- Chantepie - Les Rosiers (al oeste): 5 265 hab. (9,1%)
- Chauffour - Les Chardonnerettes (al noroeste): 5 124 hab. (8,9%)
- Le Mont-de-Gif - Le Haut-du-Roi (al este): 1 099 hab. (1,9%)
- Le Parc Central (en el centro): 652 hab. (1,1%)
- La Sous-Préfecture (en el centro-oeste): 243 hab. (0,4%)
- La Pointe 3/4 - Les Mureaux (al sudoeste): 136 hab. (0,2%)

## Demografía
| 1 600 | 1 410 | 1 588 | 1 327 | 1 735 | 1 609 | 1 788 | 1 622 | 1 604 | 1 781 | 1 846 | 1 682 | 1 845 | 2 001 | 2 159 | 2 118 | 2 199 | 2 384 | 2 603 | 2 796 | 3 364 | 5 032 | 6 292 | 7 083 | 6 622 | 8 397 | 35 800 | 51 674 | 55 007 | 53 630 | 56 833 | 57 871 | 59 594 |
| Para los censos de 1962 a 1999 la población legal corresponde a la población sin duplicidades (Fuente: INSEE [Consultar]) |       |       |       |       |       |       |       |       |       |       |       |       |       |       |       |       |       |       |       |       |       |       |       |       |       |        |        |        |        |        |        |        |